# Vassili Andreïev
Pour les articles homonymes, voir Andreïev.
Vassili Vassilievitch Andreïev (en russe : Василий Васильевич Андреев), né à Bezhetsk (oblast de Tver) le 15 janvier 1861 [OS 3 janvier] et mort à Saint-Pétersbourg le 26 décembre 1918 , est un musicien virtuose de la balalaïka, chef d'orchestre et compositeur russe.
Initiateur du développement moderne de la balalaïka, de la domra et de plusieurs autres instruments traditionnels de la musique folklorique russe (en), il est considéré comme le père du mouvement académique de l'instrument folklorique en Europe de l'Est.

## Biographie
En 1887, Vassili Andreïev fonde le Grand Orchestre russe qui porte les germes de la tradition folklorique présents plus tard chez le Chœur Piatnitski (ru) et les Chœurs de l'Armée rouge. Il introduit l'enseignement de balalaïka dans les orchestres militaires russes.
Sa formation accède à une popularité internationale après les nombreuses tournées en Grande-Bretagne entre 1900 et 1910.
Mort pendant une tournée de son orchestre sur le front du nord de l'Armée rouge lors de la Guerre civile russe, Vassili Andreïev est initialement inhumé au monastère Saint-Alexandre-Nevski de Saint-Pétersbourg. Ses restes sont transférés au cimetière Tikhvine en 1936.

## Dans la culture
Pavel Kadotchnikov lui consacre le film Les Cordes d'argent en 1987.

## Distinctions
- Ordre de Saint-Stanislas de 3e classe (1898)
- Grand-croix de la Légion d'honneur (le 14 juin 1900)
- Chevalier des Palmes académiques (1892)
- Médaille d'or de l'Exposition universelle de 1900